# Liebe und Anarchie

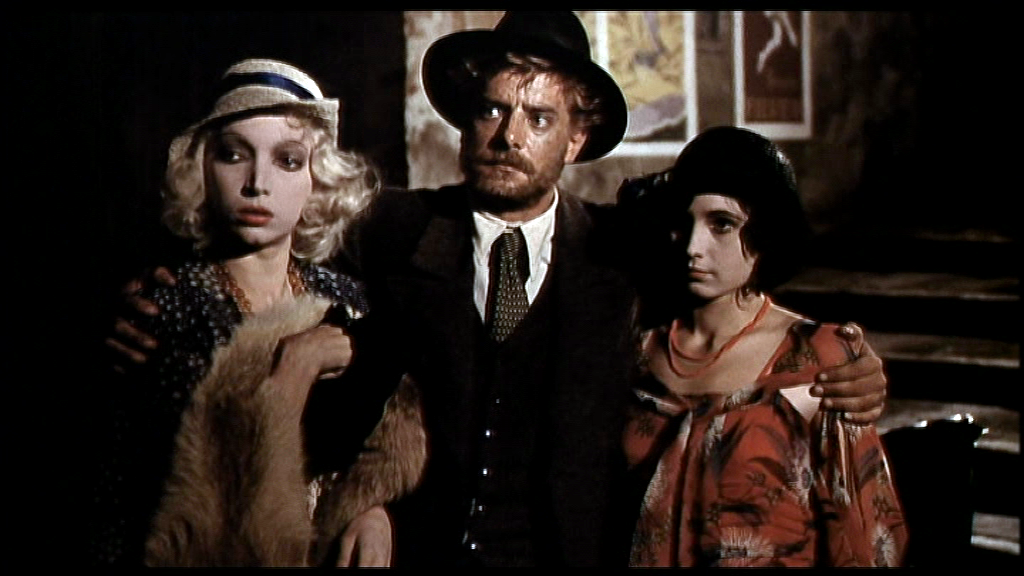
Screenshot des Films

Liebe und Anarchie (Originaltitel: Film d'amore e d'anarchia, ovvero stamattina alle 10 in via dei Fiori nella nota casa di tolleranza…) ist ein italienisches Filmdrama der Regisseurin Lina Wertmüller aus dem Jahr 1973.

## Handlung
Italien in der Zeit des Faschismus: Tonino, einen einfachen Bauer, zieht es nach Rom, um den faschistischen Diktator Mussolini umzubringen. Damit will er einem Freund, einem von Carabinieri getöteten Anarchisten, einen letzten Freundschaftsdienst erweisen. Seine Kontaktperson in der italienischen Hauptstadt ist die Prostituierte Salome, die ihm eine Unterkunft im Bordell, in dem sie arbeitet, verschafft. Während der Vorbereitung des Attentats verlieben sich Tonino und die junge Hure Tripolina ineinander. Beide verbringen miteinander eine kurze Zeit des gemeinsamen Glücks. Was Tonino jedoch nicht davon abhält, weiter seinen Attentatsplan zu verfolgen. Zum Anschlag auf Mussolini kommt es allerdings nicht. Salome und Tripolina lassen ihn den vorgesehenen Zeitpunkt des Attentats verschlafen. Das Herannahen einer Polizeistreife missversteht Tonino dahingehend, dass seine Verhaftung bevorstünde. Worauf er die Kontrolle über sein Verhalten verliert und seine Absichten preisgibt. Er wird daraufhin zunächst verhaftet und schließlich im Polizeigewahrsam zu Tode geprügelt.

## Kritiken
Lina Wertmüllers Film über eine Liebe mit tragischem Ausgang ist von der Filmkritik einhellig mit Begeisterung aufgenommen worden. Im deutschsprachigen Raum, in dem dieser Film in der synchronisierten Fassung erst mehr als zehn Jahre nach seiner Premiere zu sehen war, sind insbesondere die im Bordell spielenden grotesken Szenen, der komödiantische Elan der Inszenierung sowie die beeindruckenden Darstellungen von Menschlichkeit und Grausamkeit lobend hervorgehoben worden.
- „Eine seltsam ergreifende Groteske, eine unglaubliche Mischung aus romantischer Oper und politischer Satire. Scherz, Ironie und tiefere Bedeutung. Kurz: Liebe und Anarchie“ (Kurt Habernoll in der Berliner Morgenpost)

- „Tragikomisches und melodramatisches Lehrstück über die Unvereinbarkeit von Menschlichkeit und Unschuld mit den gnadenlosen Mechanismen der Politik. Trotz gelegentlicher dramaturgischer Schwächen und Überzeichnungen außergewöhnlich vitales und bewegendes Erzählkino“ (Lexikon des internationalen Films[1])

## Hintergrund
Ihre antifaschistische Gesinnung hat Lina Wertmüller auch im Zusammenhang mit Liebe und Anarchie klar zum Ausdruck gebracht. Deutlich wird dies unter anderem durch die Figur des Spatoletti, der als tumb-angeberischer Mussolini-Verehrer dargestellt wird.
Nach Mimi, in seiner Ehre gekränkt standen Giancarlo Giannini und Mariangela Melato in Liebe und Anarchie zum zweiten Mal unter der Regie von Lina Wertmüller gemeinsam vor der Kamera. Im Jahr 1974 sollte es für Hingerissen von einem ungewöhnlichen Schicksal im azurblauen Meer im August eine weitere Zusammenarbeit dieser drei Personen geben. Unter der Regie von Wertmüller hat Giannini außerdem in sieben weiteren Produktionen mitgewirkt; darunter der Film Sieben Schönheiten, für den Wertmüller als erste Frau für den Regie-Oscar nominiert worden ist.

## Auszeichnungen
- Internationale Filmfestspiele von Cannes 1973: Giancarlo Giannini als Bester Schauspieler ausgezeichnet. Film nominiert für die Goldene Palme
- 1974 – Nastro d’Argento des Sindacato Nazionale Giornalisti Cinematografici Italiani für die beste Nachwuchsschauspielerin (Lina Polito)

Für Giancarlo Giannini stellte die Ehrung mit dem Darstellerpreis der Filmfestspiele von Cannes seine erste Auszeichnung mit einem internationalen Filmpreis dar.